# Jorpajärvi
Jorpajärvi eller Jorbajavri eller Jorbajävri är en sjö i Finland. Den ligger i kommunen Utsjoki i landskapet Lappland, i den norra delen av landet, 1 100 km norr om huvudstaden Helsingfors. Jorpajärvi ligger 80 meter över havet. Arean är 21,5 hektar och strandlinjen är 1,87 kilometer lång. Sjön  ingår i Tana älvs huvudavrinningsområde. 